# Hans van den Broek
Hans van den Broek (Parigi, 11 dicembre 1936 – 22 febbraio 2025) è stato un politico olandese, ministro degli esteri dei Paesi Bassi e commissario europeo.

## Biografia
Van den Broek cominciò la sua carriera professionale come avvocato. Aderì al Partito Popolare Cattolico e fece parte del consiglio comunale di Rheden tra il 1970 e il 1974. Nel 1976 venne eletto al parlamento nazionale come membro della Camera dei rappresentanti per conto del Partito popolare cattolico.
Nel 1982 van den Broek venne nominato ministro degli esteri nel governo guidato da Ruud Lubbers e svolse tale incarico ininterrottamente fino al 1993. Nel 1991 fu tra i negoziatori degli accordi di Brioni tra Slovenia, Croazia e Repubblica Socialista Federale di Jugoslavia.
Nel 1993 van den Broek entrò a far parte della Commissione europea, nell'ambito della Commissione Delors III, ed ottenne la delega alle relazioni esterne dell'Unione europea. Continuò a far parte della commissione anche durante la presidenza Santer e Marin, occupandosi soprattutto delle relazioni con i paesi dell'Europa centro-orientale ed orientale.
Nel 1999 van den Broek si ritirò dalla politica attiva. Nel 2005 gli venne accordato il titolo onorario di ministro di stato dei Paesi Bassi. Attualmente van den Broek è presidente dell'Istituto olandese di relazioni internazionali Clingendael (l'istituto ospitato nella tenuta di Clingendael, tra Wassenaar e L'Aia) e di Radio Netherlands ed è membro della Fondazione per la leadership globale.
Hans van den Broek è sposato ed ha due figlie, una delle quali ha sposato il principe Maurits van Vollenhoven di Orange-Nassau, nipote della regina Beatrice.